# 레이어 (디지털 이미지 편집)
레이어(layer)는 디지털 이미지 편집에서 이미지의 다양한 요소를 분리하는 데 사용된다. 레이어는 이미징 효과나 이미지가 적용되어 이미지 위나 아래에 배치되는 투명도와 비교할 수 있다. 오늘날 그들은 이미지 편집기의 필수 기능이다.
레이어는 Fauve Matisse(이후 Macromedia xRes)에서 처음으로 상업적으로 이용 가능했으며 이 기능은 1994년 어도비 포토샵 3.0에서 사용할 수 있었지만 오늘날에는 Photo-Paint, 페인트샵 프로, 김프(GIMP), Paint.NET, StylePix와 같은 다양한 다른 프로그램과 일괄 처리 도구에도 이 기능이 포함되어 있다. 애니메이션을 지원하는 벡터 이미지 편집기에서 레이어는 애니메이션의 공통 타임라인을 따라 추가로 조작을 가능하게 하는 데 사용된다. SVG 이미지에서 레이어에 해당하는 것은 "그룹"이다.

## 레이어 유형
다양한 종류의 레이어가 있으며 모든 프로그램에 모든 레이어가 존재하는 것은 아니다. 이는 픽셀이나 수정 지침으로 그림의 일부를 나타낸다. 그것들은 서로 겹겹이 쌓여 있으며, 그 순서에 따라 최종 그림의 모습이 결정된다.
그래픽 소프트웨어에서 레이어는 개체나 이미지 파일을 배치할 수 있는 다양한 수준이다. 프로그램에서 디지털 이미지를 생성할 때 레이어를 쌓거나 병합하거나 정의할 수 있다. 레이어를 부분적으로 가려서 레이어 내의 이미지 부분을 숨기거나 다른 이미지 내에서 반투명하게 표시할 수 있다. 레이어를 사용하면 두 개 이상의 이미지를 하나의 디지털 이미지로 결합할 수도 있다. 편집 목적으로 레이어 작업을 수행하면 하나의 특정 레이어에만 변경 사항을 적용할 수 있다.

## 같이 보기
- 알파 합성
- 이미지 편집
- 래스터 그래픽스
- 디지털 화상 처리
- 스프라이트 (컴퓨터 그래픽스)